# Herbert Gorgon
Herbert Gorgon, auch Walter Hans Gorgon (* 11. Februar 1907 in Lemberg, Österreich-Ungarn; † 27. Oktober 1943 ebenda) war ein deutscher Mediziner und Kreishauptmann zur Zeit des Nationalsozialismus im deutsch besetzten Polen.

## Leben
Gorgon absolvierte in Polen nach dem Ende seiner Schullaufbahn ein Studium der Medizin und promovierte zum Dr. med. Er leitete den Verein Deutscher Hochschüler im seit 1918 polnischen Lemberg. Ab 1932 betätigte er sich aktiv in der Jungdeutschen Partei.
Nach Ausbruch des Zweiten Weltkrieges wurde Gorgon Soldat der Wehrmacht. Mit Beginn des Jahres 1940 war im Distrikt Krakau des Generalgouvernements unter Gouverneur Otto Wächter in der Unterabteilung Gesundheitswesen tätig. Im April 1940 erhielt Gorgon durch die Einwandererzentralstelle Litzmannstadt die deutsche Staatsbürgerschaft. Im Oktober 1940 trat Gorgon der SS bei und erhielt den Rang eines SS-Untersturmführers. In der SS erreichte Gorgon den Rang eines SS-Obersturmführers. Am 25. März 1941 beantragte er die Aufnahme in die NSDAP und wurde rückwirkend zum 1. Januar desselben Jahres aufgenommen (Mitgliedsnummer 8.691.545). Von April 1941 bis August 1941 war er wissenschaftlicher Angestellter des Auswärtigen Amts und war in Sofia und in Skopje eingesetzt. Im August 1941 wurde Gorgon im Distrikt Galizien Stellvertreter des Kreishauptmanns in Zloczów. Im Juli 1942 wurde er Kreishauptmann in Kolomea und übte diese Funktion bis zum 27. Juli 1943 aus. In dieser Funktion befahl Gorgon den ukrainischen Verwaltungsstellen eine Aufstellung der in seinem Bezirk lebenden Juden und verbot jüdischen Altstoffsammlern sich außerhalb der Ghettos aufzuhalten.
Aufgrund einer homosexuellen Beziehung zu einem jungen Mann in Zloczów Anfang 1942 wurde Gorgon im Sommer 1943 festgenommen. Am 6. August 1943 erhielt Gorgon durch das SS-Polizeigericht Krakau in dessen Zweigstelle Lemberg wegen „widernatürlicher Unzucht“ ein Todesurteil. Eine Begnadigung Gorgons wurde durch das Hauptamt SS-Gericht und hochrangige Repräsentanten der Verwaltung im Distrikt Galizien befürwortet. Auf Weisung von Reichsführer SS Heinrich Himmler erhielt Gorgon im Oktober 1943 eine Pistole, mit der er in seiner Gefängniszelle Suizid beging.